# Chat Gayer-Anderson
Le chat Gayer-Anderson est une statue de l'Égypte antique représentant un chat. Elle date de la Basse époque (664-332 av. J.-C.) et provient probablement de Saqqarah. Elle est faite de bronze, avec des ornements d'or et d'argent. La statue a des dimensions de 42 × 20 cm et 30,5 cm de profondeur).

## Description
La sculpture est connue sous le nom de chat Gayer-Anderson, en l'honneur du major Robert Grenville Gayer-Anderson qui, avec Mary Stout Shaw, en a fait don au British Museum. La statue est une représentation de la divinité féline Bastet. Le chat porte des bijoux et une amulette oudjat protectrice. Les boucles d'oreilles et l'anneau nasal de la statue n'ont peut-être pas toujours appartenu au chat. Un scarabée apparaît sur la tête et un scarabée ailé est représenté sur la poitrine. La statue mesure 42 cm de haut et 13 cm de large. Une copie de la statue est conservée au musée Gayer-Anderson, situé au Caire.

## Fabrication et restauration

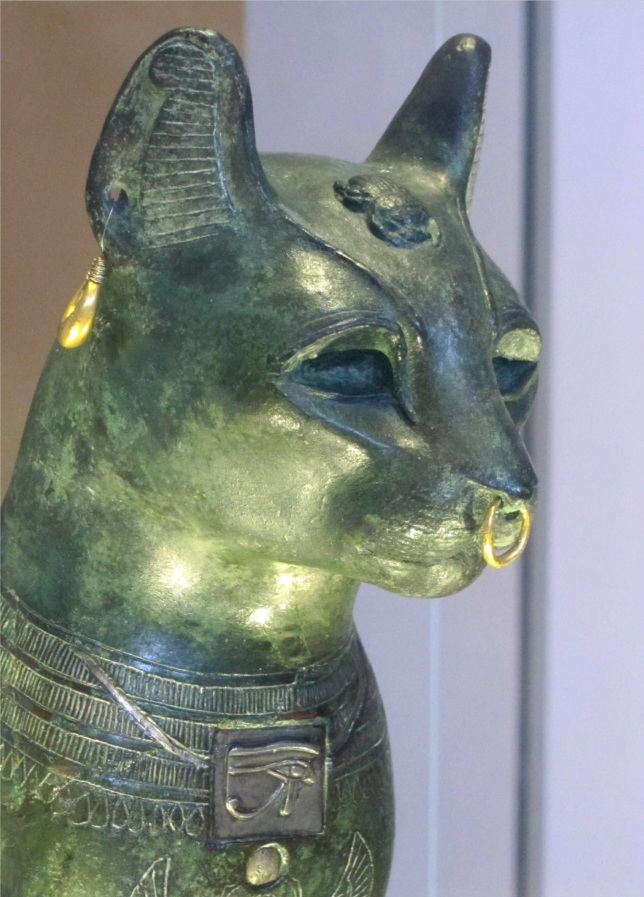
Détail de la tête

La statue n'est pas aussi bien conservée qu'il n'y paraît. Les radiographies de la sculpture révèlent que des fissures s'étendent presque complètement autour du milieu du corps du chat, et que seul un système interne de renforcement empêche la tête de tomber. Les réparations du chat ont été effectuées par le major Gayer-Anderson, qui était un passionné de restauration d'antiquités dans les années 1930. Lorsqu'il l'a acheté, la surface du chat était « recouverte d'une épaisse couche de vert-de-gris cristallin et de flocons de patine rouge qu'il a soigneusement retirée ».
Le chat a été fabriqué selon la méthode de la cire perdue, où un modèle en cire est recouvert d'argile et cuit dans un four jusqu'à ce que la cire s'écoule, et le moule creux est rempli de métal fondu. Dans le cas présent, le métal est composé de 85 % de cuivre, 13 % d'étain, 2 % d'arsenic, avec des traces de 0,2 % de plomb. Les restes des broches qui retenaient le noyau de cire peuvent encore être décelés à l'aide de rayons X. Les métallurgistes d'origine ont peut-être créé une gamme de couleurs sur un moulage en bronze, et les rayures sur la queue sont dues à un métal de composition différente. Il est également probable que les yeux contenaient des décorations de pierre ou verre.